# Temne
Temne (također Temen ili Timni) crnački narod u sjeverozapadnoj Sijera Leoni (1,200,000) u provinciji Northern i u susjednoj Gvineji (3,500). Pretežno ratari: riža, kikiriki, pamuk; uzgajivači goveda i koza. Temne poznaju običaje inicijacije i tajna društva: Poro za muškarce i Bondo za žene. Temne su poznati po izradi malenih kamenih (soapstone) figura velikih glava i širokih nosnica, poznate su kao nomoli.
Jezik im pripada nigersko-kongoanskoj porodici (uža grupa Mel), jedan je od 4 službena jezika u Sijera Leoneu.
Foday Sankoh, zloglasni afrički gerilski vođa i pokretač građanskog rata u Sijera Leoneu je bio pripadnik naroda Temne.

## Poglavištva
Temne su organizirani po malenim skupinama pod vodstvom poglavice, takozvani 'chiefdoms'. Ovi 'chiefdom'-ovi nalaze se u distriktima Bomabali, Kambia, Port Loko i Tonkolili, provincija Northern, Sijera Leone. Neke od ovih skupina živjele su s pripadnicima drugih plemena, ta su područja navedena ispod:
| BOMBALI distrikt - Bombali Sebora - Makari Gbanti - Sanda Teraren … plemena: Temne/Fullah - Sanda Loko … plemena: Temne/Loko - Gbanti Kamaranka KAMBIA distrikt - Magbema …plemena: Temne/Susu - Samu …plemena: Susu/Temne - Mambolo …plemena: Temne/Susu - Gbinle Dixing …plemena: Susu/Temne - Masungbala - Braimia …plemna: Susu/Temne | PORT LOKO distrikt - Koya…plemena: Temne/Limba - T.M. Safroko - Loko Massama - Maforki - Masimera - Bureh Kaseh - Marampa - Buya Romende - Debi a…plemena: Temne/Fullah - Sanda Magbolontor …plemena: Temne/Limba | TONKOLILI distrikt - Lalansongoia - Bonkolenken - Kholifa - Kunike - Kafe Simiria …plemena: Limba/Temne - Kholifa Mabang - Kunike Barina - Malal Mara - Yoni - Tane. |

## Vanjske poveznice
- Temne glazba na CD-u  Arhivirana inačica izvorne stranice od 5. listopada 2011. (Wayback Machine)
- Procjena naroda Temne u Sijera Leoneu  Arhivirana inačica izvorne stranice od 1. rujna 2006. (Wayback Machine) (engl.)
- Tenne maske i pokrivala za glavu